# Taryn-Jurjach
Il Taryn-Jurjach (in russo Тарын-Юрях?) è un fiume della Russia siberiana orientale, affluente di sinistra della Lena. Scorre nel Žiganskij ulus della Sacha (Jacuzia).
Il fiume ha origine dal lago Taryn (озеро Тарын) in una zona denominata Taryn-Sjane. Scorre in direzione generalmente sud-est attraverso una taiga di larici e sfocia nella Lena a 834 km dalla sua foce, 1 km a valle della foce del Bachanaj. La lunghezza del Taryn-Jurjach è di 105 km, l'area del suo bacino è di 2 590 km².
Nel suo basso corso riceve da destra due importanti affluenti: l'Ala-Suordach-Jurjage (Ала-Суордах-Юряге) e il Talyn (Талын). 